# Reallexikon des classischen Alterthums für Gymnasien

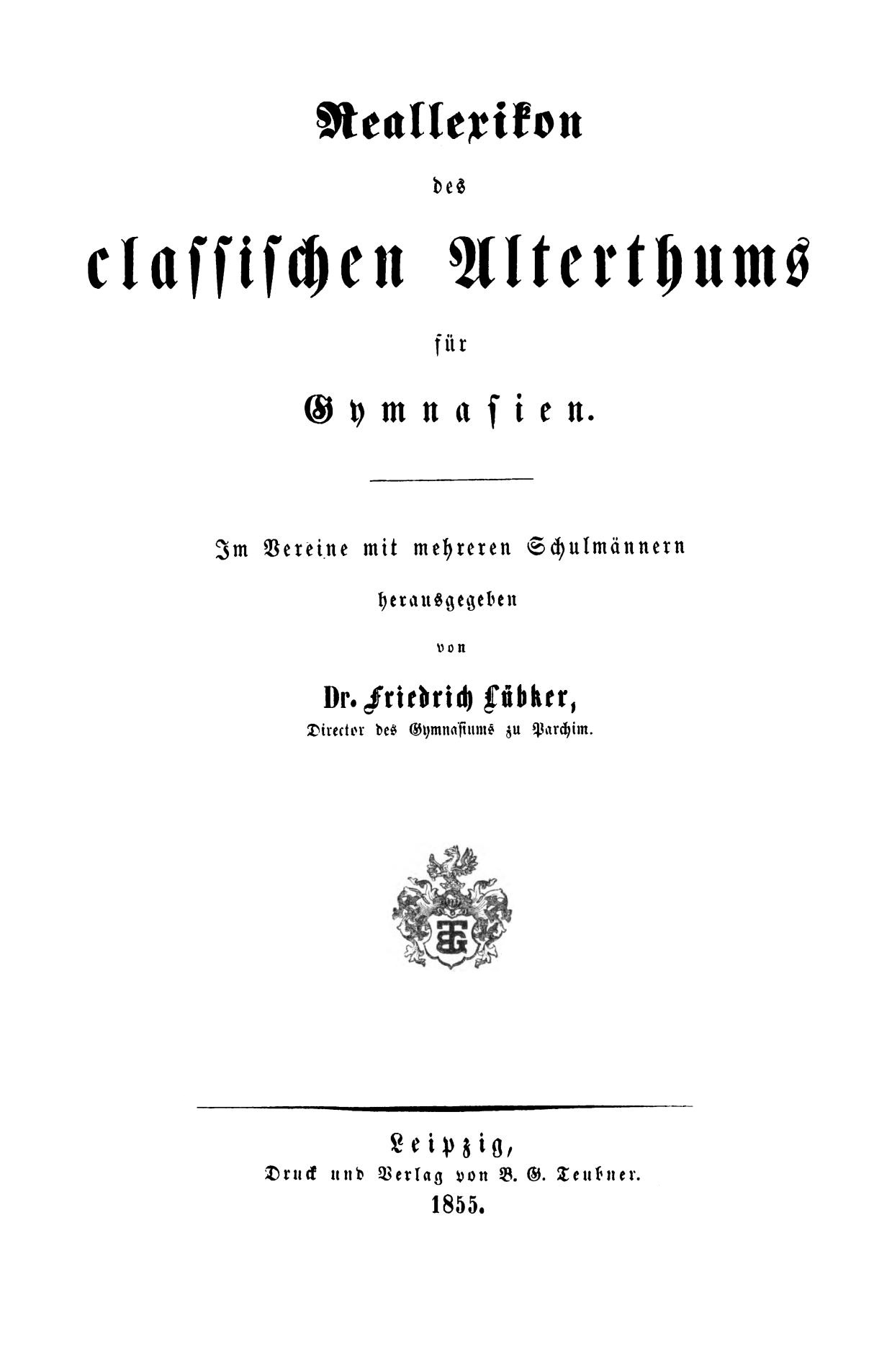
Reallexikon des classischen Alterthums für Gymnasien

Das Reallexikon des classischen Alterthums für Gymnasien ist eine Fachenzyklopädie der Altertumswissenschaft, die von 1855 bis 1914 in acht  Auflagen im Verlag B. G. Teubner in Leipzig erschien.

## Geschichte
Begründet wurde das Lexikon von dem Klassischen Philologen und Gymnasiallehrer Friedrich Lübker, der die ersten drei Auflagen herausgab. Ab der vierten Auflage führte das Lexikon nach ihm den Namen Friedrich Lübker’s Reallexikon des classischen Alterthums für Gymnasien. 
In der Tradition dieses Werkes sah sich das 1965 erschienene Lexikon der Alten Welt.

## Auflagen
- Reallexikon des classischen Alterthums für Gymnasien, im Vereine mit mehreren Schulmännern hrsg. von Friedrich Lübker. Teubner, Leipzig 1855 (Digitalisat)
- Reallexikon des classischen Alterthums für Gymnasien, im Vereine mit mehreren Schulmännern hrsg. von Friedrich Lübker. 2., durchgängig verbesserte Auflage. Teubner, Leipzig 1860 (Digitalisat).
- Reallexikon des classischen Alterthums für Gymnasien, hrsg. von Friedrich Lübker. 3., verbesserte Auflage. Teubner, Leipzig 1867 (Digitalisat)
- Friedrich Lübker’s Reallexikon des classischen Alterthums für Gymnasien. 4, verbesserte Auflage, hrsg. von Friedrich August Eckstein und Otto Siefert. Teubner, Leipzig 1874 (Digitalisat)
- Friedrich Lübker’s Reallexikon des classischen Alterthums für Gymnasien. 5., verbesserte Auflage, hrsg. von Max Erler. Teubner, Leipzig 1877 (Digitalisat)
- Friedrich Lübker’s Reallexikon des classischen Alterthums für Gymnasien. 6., verbesserte Auflage, hrsg. von Max Erler. Teubner, Leipzig 1882 (Digitalisat)
- Friedrich Lübker’s Reallexikon des classischen Alterthums für Gymnasien. 7., verbesserte Auflage, hrsg. von Max Erler. Teubner, Leipzig 1891
- Friedrich Lübkers Reallexikon des klassischen Altertums. 8. vollständig umgearbeitete Auflage, hrsg. von Johannes Geffcken und Erich Ziebarth in Verbindung mit B. A. Müller. Teubner, Leipzig 1914